# Tivedens revir
Tivedens revir var ett skogsförvaltningsområde inom Västra överjägmästardistriktet, som omfattade av Skaraborgs län Norra Vadsbo fögderi. Det är indelat i sex bevakningstrakter och omfattade 12 455 hektar allmänna skogar, varav fyra kronoparker med en areal av 9 221 hektar.